# Irene Eijs
Irene Eijs (neerlandès: Irene Elisabeth Maria Eijs)  (Wassenaar, 16 de desembre de 1966) és una remadora neerlandesa, ja retirada, que va competir durant la dècada de 1990.
El 1992 va prendre part en els Jocs Olímpics d'Estiu de Barcelona, on fou vuitena en la prova de scull individual del programa de rem. Quatre anys més tard, als Jocs d'Atlanta, disputà dues proves del programa de rem. Guanyà la medalla de bronze en el doble scull, fent equip amb Eeke van Nes, mentre en el quàdruple Scull fou sisena.
En el seu palmarès també destaquen dues medalles al Campionat del món de rem de 1995, de plata en el doble scull i de bronze en el quàdruple scull.